# Allegro (libreria software)
Allegro è una libreria open source per la creazione di videogiochi. Sviluppata in C, fornisce delle funzioni per la gestione della grafica 2D, manipolazione delle immagini, stampa di testo a schermo, riproduzione audio, lettura degli input e timers. Il nome è un acronimo ricorsivo di Allegro Low LEvel Game ROutines.
I programmi scritti con questa libreria possono girare su varie piattaforme: DOS, Microsoft Windows, macOS, BeOS, QNX e sui sistemi unix-like (come Linux, BSD, Solaris).
Con Allegro è possibile creare programmi in C e C++, ma è estendibile verso altri linguaggi come Python, .NET, Lisp e Lua tramite i binding.

## Storia
Allegro fu inizialmente creato negli anni novanta da Shawn Hargreaves per l'Atari ST (La prima lettera A dell'acronimo stava originariamente per Atari), ma il progetto fu abbandonato quando l'autore si accorse che la piattaforma era destinata verso una morte certa.
Hargreaves nel 1995 reimplementò la libreria per i compilatori Borland C++ e DJGPP. Nella versione 2.0 di Allegro gli sviluppatori smisero di supportare il Borland C++, rendendo il DJGPP l'unico compilatore supportato.
DJGPP è un compilatore per DOS, e di conseguenza tutti i programmi scritti con le vecchie versioni di Allegro erano disponibili solo per DOS.
Nel 1998 furono creati i porting per le piattaforme Microsoft Windows e Unix, rispettivamente WinAllegro e Xwinallegro.